# Toni Bestard
Toni Bestard (Bunyola, 6 de novembre de 1973) es un director de cinema mallorquí. És fill de Miquel Bestard, president de la Federació Balear de Futbol. Compagina la seva carrera com a director i productor amb la docència audiovisual.

## Biografia
Als 21 anys va decidir marxar a Madrid, on va estudiar la carrera de Direcció Cinematogràfica i Realització de TV. Els seus primers treballs van ser en el camp de la televisió, encara que paral·lelament va començar a dirigir curtmetratges. L'any 2002 va estrenar el seu primer curtmetratge en solitari, El viaje, amb el que va triomfar en festivals nacionals i internacionals, rebent més de 40 premis. El seu següent curtmetratge, Niño vudú (2004), aprofundia en la vida d'un adolescent en l'estiu de 1968, quan una trobada fortuïta amb el guitarrista Jimi Hendrix li canviava la vida. L'any 2007 i 2008 va rebre sengles nominacions als Premis Goya pels curtmetratges Equipajes i El anónimo Caronte (aquest últim sobre la història de Joan Ferrer, un extra que va participar en El verdugo de Luis García Berlanga). Amb aquests dos treballs va rebre més de 40 premis en diferents certàmens i festivals de cinema. L'any 2012 va estrenar el seu primer llargmetratge, El perfecto desconocido. interpretat per l'actor irlandès Colm Meaney, que es va estrenar en el Festival Internacional de Busan (Corea del Sud) i va estar en la Secció Oficial de la Seminci (Valladolid). En 2013 va iniciar la seva carrera com a productor al costat del cineasta Marcos Cabotá, amb la creació de la productora Strange Friends. Han produït dos curtmetratges (Foley Artist i 24 horas con Lucía); I am your father un llargmetratge documental sobre David Prowse, l'actor que va interpretar a Darth Vader; la pel·lícula El destierro d'Arturo Ruiz Serrano i Noctem de Marcos Cabotá. Foley Artist, escrit i dirigit per Toni Bestard, escrit i dirigit per Toni Bestard, va ser finalista als Premis Goya 2015, i va rebre uns quaranta premis. Entre 2017 i 2019, va realitzar tres curtmetratges, amb els quals va finalitzar la seva etapa de curtmetratges Talia, El Sueño Efímero i Background. A la fi de 2019 es va estrenar en diversos festivals de cinema la seva tercera pel·lícula, Pullman, una història sobre la infància basada en el seu curtmetratge El viaje.
Va ser president de l'Associació de Cineastes de les Illes Balears (ACIB), entre els anys 2013 i 2015, sent substituït del seu càrrec per Marga Melià. És Membre de l'Acadèmia de les Arts i les Ciències Cinematogràfiques d'Espanya.

## Filmografia
- “Fúria (minisèrie de televisió)” (2021)
- “Talia” (2017)
- “I am your father” (2015)
- “Foley Artist” (2013)
- “El perfecto desconocido” (2012)
- “Intercanvi” (2010)
- “El anónimo Caronte” (2007)
- “Equipajes” (2006)
- “Niño vudú” (2004)
- “El viaje” (2002)
- “Sólo por un tango” (2000)

## Premis
- Nominat Millor Curtmetratge de Ficció per Equipatges (Premis Goya, 2007)
- Nominat Millor Curtmetratge Documental per El anónimo Caronte (Premis Goya, 2008)
- Nominat Millor Llargmetratge Documental per I am your father (Premis Goya, 2015)[5]
- Nominat Millor Llargmetratge Documental per I Am Your Father (Premis José María Forqué, 2015)
- Guanyador Millor Curtmetratge i Millor Muntatge i nominat Millor Direcció, Millor Guió i Millor So -Rubén Pérez- per Background (Premis Fugaz al curtmetratge espanyol, 2019)[6]
- Nominat Millor Llargmetratge Documental per I Am Your Father (Medalles del Cercle d'Escriptors Cinematogràfics de 2015)
- Millor Òpera Prima Internacional per El perfecto desconocido (Festival de Galway, Irlanda, 2012)
- Finalista Millor Curtmetratge de Ficció per Foley Artist (Premis Goya, 2014)
- Premi Onda Cero Mallorca per I Am Your Father (Premis Goya, 2015)
- Premi Fugaz al Millor Curtmetratge de l'Any per Background (Premis Fugaz, 2019)
- Premi A3Series al Millor Curtmetratge per Background (Festival de Màlaga 4k, 2019)
- Premi Millor Llargmetratge per Pullman (Premis Mallorca Cinema, 2019)
- Premi Ramon Llull Rotary Club Mallorca 2008